# Nicolas-Louis-Marie Magon La Gervaisais
Nicolas Louis Marie Magon, marquis de La Gervaisais ou Nicolas III de La Gervaisais (né à Saint-Servan le 17 juin 1765 et mort à Paris le 29 décembre 1838) est l'auteur de nombreux livres politiques où il expose souvent des vues très personnelles.

## Biographie
Nicolas Louis Marie Magon est le petit-fils de Nicolas I de La Gervaisais et le fils de Nicolas II Magon de la Gervaisais et de Marie Flore de La Bourdonnaye. Il s'est marié en 1793 avec sa parente Agathe Magon de la Villehuchet, née le 29 décembre 1770 à Saint-Malo, fille de Nicolas-François Magon de la Villehuchet et de Calixte Nouail de la Villegilles. Le couple n'eut qu'un seul enfant : Augustine, née le 23 juin 1796 à Villiers (Ille-et-Vilaine), mariée le 8 juillet 1816 à Versailles avec Adolphe de Saint-Pern La Tour (lieutenant de la vénerie du roi et gentilhomme honoraire de la chambre du roi), et décédée le 7 décembre 1836 à Saint-Servan.
Élevé moitié au collège de Saint-Malo, moitié au château patrimonial où son père met à sa disposition une bibliothèque bien fournie, le jeune gentilhomme se passionne pour l'étude, lisant des ouvrages très variés à l'origine de ses goûts et idées très disparates. Destiné à une carrière militaire, il était à 20 ans lieutenant des carabiniers, mais une chute de cheval l'oblige à aller prendre les eaux à Bourbon-l'Archambault où il noue une grande amitié restée platonique avec Louise-Adélaïde de Bourbon, fille du prince de Condé, avec laquelle il continua à entretenir pendant quelque temps une correspondance qui a été publiée par Pierre-Simon Ballanche, mais cette correspondance dut cesser en raison des bruits qui couraient sur leur liaison supposée.
Nicolas III Magon de La Gervaisais séjourna ensuite en Suisse et revint à Paris au moment de la réunion des États généraux et se prit d'enthousiasme pour la Révolution naissante en dépit de ses origines. En réponse à un pamphlet anti-révolutionnaire intitulé Mes amis, voici pourquoi tout va mal, il écrivit son premier libelle Mes amis, voici comment tout irait bien en 1790. Ce fut le premier de la liste interminable de ses publications.
En 1791, il fuit un temps en Angleterre mais revient en France au moment de la Terreur et ne fut guère inquiété, réussissant même à préserver l'essentiel de la fortune familiale et vivant alors en Bretagne.

### Son œuvre
La Gervaisais est l'auteur d'une profusion de pamphlets et de brochures dans lesquelles il montre des sentiments généreux et les opinions les plus personnelles, parfois contradictoires, mêlées à des vues très justes et très élevées, des appréciations qui montraient un réel sens politique et, parfois, comme une divination de l'avenir. Damas-Ménard a publié sous le titre : « Un prophète inconnu, prédictions, jugements et conseil, par le marquis de La Gervaisais (publié en 1850) » des passages fort curieux, tirés des écrits de ce personnage et relatifs aux événements qui se sont accomplis de 1790 à 1850.
Sous l'Empire, il composa quelques brochures où il prédisait la chute de Napoléon comme conclusion forcée de ses guerres à outrance, mais la censure veillant, elles ne furent lues que par un cercle restreint d'amis. Au retour des Bourbons lors de la Restauration, il vint s'établir à Versailles et entama vraiment sa carrière littéraire, publiant une série impressionnante de pamphlets et de brochures, ne ratant pas une occasion de prendre la plume et dirigeant principalement ses attaques contre le ministère Villèle.
En 1824, lors de la mort de Louise-Adélaïde de Bourbon, devenue entre-temps religieuse, il publie son panégyrique dans un journal royaliste.

## Publications
Écrivain très prolifique, la bibliographie indiquée ci-dessous reste très incomplète :
- Des trois pour cent, premier aperçu (1825) [4]
- Du projet d'indemnité, sous le rapport de la justice relative (1825)[5]
- La tactique de tribune (1826) [6]
- Le ministre (1826)[7]
- La censure (1827)[8]
- Un français aussi au ministère (1827)[9]
- La nouvelle chambre (1827)[10]
- La pairie : des pairs viagers (1827)[11]
- La politique royaliste à l'égard de la péninsule (1827)[12]
- Un homme de trop (1827)[13]
- Le statut de la pairie (1828)[14]
- Un royaume et un homme (1828)[15]
- La question vitale (1830)[16]
- Des douanes sous le rapport fiscal (1830)[17]
- De la chambre inamovible (1831)
- La Pairie jugée par les Pairs (1831)
- Le scrutin belge (1831)[18]
- Le trône belge (1831)[19]
- Le siècle de l'absurde (1832)
- Des budgets de 1932 et 1833 (1832)[20]
- La société à l'état de paix (1833)[21]
- L'état de guerre dans la société (1833)[22]
- Exposé de la ligne politique de M. de la Gervaisais (1834)[23]
- La royauté possible (1835)[24]
- A la Chambre. Du projet de réduction des rentes. (Faisant suite aux réponses à M. Humann.) (1836)[25]
- Premières ombres de la barbarie (1838)
- Appel aux hommes loyaux et censés (1838)[26]
- Un prophète inconnu : prédictions, jugements et conseils (1850)[27]